# Empiregården
Empiregården er en fredet købmandsgård fra slutningen af 1700-tallet, der ligger på Storegade i Stege på Møn. Den ligger ved siden af den gamle byport Mølleporten, og huser i dag Møns Museum.

## Historie
Empiregården blev opført i slutningen af 1770'erne som en firlænget gård.  Det oprindelige forhus var 24 fag langt. I 1813 blev gården kraftigt ombygget, idet man rev 18 fag af det gamle hovedhus ned, og der blev opført en ny hovedbygning af købmanden Hendrich Krænchel som blev indrettet til beboelse. Der blev indrettet en butik med indgang fra gaden, hvilket muligvis først skete nogle år efter.
Den 19. marts 1836 blev en del af gården ramt af en brand, der ødelagde omkring 50 % af huset, men det blev hurtig genbygget. Det vestlige sidehus nedbrændte helt. I stedet opførte man et grundmuret sidehus i 14 fag, som blev indrettet til slagtning, stald og med port til gården. Baghuset blev også ødelagt, og der blev i stedet opført en bygning der blev indrettet som havestue og materialehus.
I 1880 blev der opført en ny bindingsværksbygning op mod en eksisterende kampestensmur, og den blev indrettet til stald. Muren nævnes allerede i 1811, men det er uvist præcis hvor gammel den er. I 1888 blev der opført et sidehus på 17 fag, som blev indrettet til køkken.
I 1958 blev Møns Museum indrettet i bygningen. I perioden 1976-81 blev alle bygningerne restaureret.
Frem til 1922 var gården ejet af skiftende købmænd og handelsfolk. Herefter blev det brugt som depot for Tuborg, og herefter som praksis og bolig for en af Danmarks første kvindelige praktiserende læger ved navn Jensa Thøger Sørensen.
Den eneste del af den oprindelige gård, der er bevaret til i dag, er bindingsværkbygningen mod vest, der er seks fag langt.